# Avenue Alphonse Valkeners
L'avenue Alphonse Valkeners est une rue bruxelloise de la commune d'Auderghem qui relie l'avenue Gabriel Émile Lebon avec l'avenue du Chant d'Oiseau sur une longueur de 50 mètres.

## Historique et description
Le 6 avril 1959, l’avenue Alphonse Valkeners reçut son nom et ce dans un quartier en plein essor autour de l'avenue Gabriel Émile Lebon[réf. souhaitée].
- Premier permis de bâtir délivré le 25 février 1960 pour les n° 2 et 8.

### Origine du nom
Le nom de la rue vient du soldat Alphonse Valkeners, né le 8 juillet 1895 à Molenbeek-Saint-Jean, tué le 9 mars 1918 à Nieuport lors de la première guerre mondiale. Il était domicilié en la commune d'Auderghem.

## Situation et accès
| ___ | Ce site est desservi par la station de métro : Hankar. |